# Claire Elizabeth Parker
Claire Elizabeth Parker est née le 30 juin 1991 à Sydney, est un mannequin australien. Elle a été couronnée Miss Grand International 2015 à Bangkok, en Thaïlande, le 1er avril 2016,,.

## Concours de beauté
Parker a été désignée pour représenter l’Australie à Miss Grand International 2015. Elle a initialement terminé première dauphine, mais est devenue Miss Grand International lorsque Anea Garcia, de la République dominicaine, a été destituée,.
En 2019, Parker a renoncé à son titre pour participer à Miss Univers Australie 2019, et sa performance s’est classée dans le Top 15.